# Hamlet (película de 1990)
Hamlet es una película de 1990, dirigida por Franco Zeffirelli, basada en la obra homónima de William Shakespeare. Es protagonizada por Mel Gibson, Glenn Close, Alan Bates, Paul Scofield, Ian Holm y Helena Bonham Carter, en los papeles principales.
Fue galardonada con el premio David di Donatello 1991: a la mejor película extranjera.

## Argumento
La película comienza con el funeral de Hamlet, rey de Dinamarca (Paul Scofield). Su hijo homónimo, el príncipe Hamlet (Mel Gibson) y la reina viuda, Gertrudis (Glenn Close) le lloran. Claudio (Alan Bates), hermano del rey, contempla la escena, mientras observa lascivamente a Gertrudis. El joven Hamlet se percata de su mirada.
Al transcurrir menos de dos meses, Gertrudis se casa con su cuñado Claudio, hecho que llena de indignación a Hamlet, y que lo sume en una profunda depresión que lo hace vestir siempre de negro en señal de luto.
La confirmación de que la muerte de su padre, por medio del fantasma de este, no había sido natural, sino un vil asesinato fratricida a manos de su hermano Claudio, y la promesa hecha por el joven príncipe de vengarlo, desencadena una serie de actos trágicos y violentos en los que Hamlet fingirá locura, abandonará a su amor Ofelia (Helena Bonham Carter) y se lanzará en una fortuita e irrefrenable carrera hacia la consumación de su venganza hasta acabar muertos tanto él, como su madre y su tío.

## Reparto
| Actor                | Personaje                  |
| -------------------- | -------------------------- |
| Mel Gibson           | Príncipe Hamlet            |
| Glenn Close          | Reina Gertrudis            |
| Alan Bates           | Rey Claudio                |
| Paul Scofield        | El fantasma del Rey Hamlet |
| Ian Holm             | Polonio                    |
| Helena Bonham Carter | Ofelia                     |
| Stephen Dillane      | Horacio                    |
| Nathaniel Parker     | Laertes                    |
| Michael Maloney      | Rosencrantz                |
| Sean Murray          | Guildenstern               |
| Trevor Peacock       | Sepulturero                |
| Pete Postlethwaite   | Actor que hace de rey      |
| Christopher Faribank | Actor que hace de reina    |
| John McEnery         | Osric                      |
| Richard Warwick      | Bernardo                   |
| Christien Anholt     | Marcellus                  |

## Comentarios
Es la tercera adaptación cinematográfica de Franco Zeffirelli a una obra de Shakespeare. Los otras son Romeo y Julieta (1968) y Otelo (1986).[cita requerida]
La película es fiel a la obra literaria y se toma pocas libertades; entre ellas, la total eliminación de Fortinbrás. Cabe destacar que está basada en la misma continuidad de tiempo y que tanto sus escenarios como el vestuario de los actores son adecuados. Aquí Mel Gibson construye quizás su mejor actuación ya que se lo ve intenso, humano e inusitadamente enérgico e inteligente en su papel. También merece mención especial la connotación fundamentalmente edípica que se le da a la relación de Hamlet con su madre.[cita requerida]
Nadie creía en el proyecto teniendo a Mel Gibson como protagónico, pero el actor sacó adelante la realización de la película fundando su propia productora, Icon Productions.